# Dalibor Matanić
Dalibor Matanić, né à Zagreb le 21 janvier 1975, est un réalisateur et scénariste croate.

## Controverse
En avril 2024, le réalisateur admet dans une publication Facebook des agressions sexuelles contre plusieurs femmes.

## Filmographie

### Courts métrages
- 1998 : Sretno (documentaire)
- 1999 : Bag (documentaire)
- 2000 : Tisina
- 2002 : Sus
- 2004 : Djevojcica s olovkama
- 2009 : Tulum
- 2011 : Mezanin
- 2018 : Debut

### Longs métrages
- 2000 : Cashier Wants to Go to the Seaside (en) (Blagajnica hoce ici na more)
- 2002 : Fine mrtve djevojke
- 2004 : 100 Minutes of Glory (100 minuta slave)
- 2005 : I Love You (en) (Volim te) (téléfilm)
- 2009 : The Lika Cinema (en) (Kino Lika)
- 2010 : Mother of Asphalt (en) (Majka asfalta)
- 2011 : Caca
- 2013 : Majstori
- 2015 : Soleil de plomb (Zvizdan)
- 2016 : Transmania
- 2016-2020 : The Paper (Novine) (série télévisée)
- 2017 : Egzorcizam
- 2020 : Zora

## Distinctions
- Festival du film de Pula 2002 : Grande Arène d'or du meilleur film pour Fine Dead Girls
- Festival de Cannes 2015 : prix du jury Un certain regard pour Soleil de plomb